# マレーシアの国会
マレーシア議会（マレーシアぎかい、マレー語: Parlimen Malaysia）は、マレーシアの立法府である。

## 概要
マレーシア憲法第44条に基づき、マレーシアの国王・元老院・代議院により構成される。
- マレーシアの国王
- 元老院 - マレーシアの上院に相当
- 代議院 - マレーシアの下院に相当